# Erotica (musikalbum)
Erotica är det femte studioalbumet av den amerikanska popartisten Madonna, utgivet den 20 oktober 1992 på Maverick Records. På albumet arbetade Madonna främst med producenten Shep Pettibone, såväl som André Betts. Albumet, som lanserades i samband med Madonnas första bokutgivning, Sex, präglas av dess sexuella tema. Det blev således Madonnas första album att märkas med ett Parental Advisory-klistermärke.
Albumet innehåller influenser från house, New jack swing och loungemusik. Många av låtarna visar upp Madonnas mest provocerande sida med utgångspunkt från teman kring kön och romantik, såsom den ledande singeln och titelspåret "Erotica". Madonna inspirerades också av homosexualitet-konceptet, särskilt i albumets andra singel "Deeper and Deeper". Andra låtar har en mer konfessionell ton, påverkade av förlusten av två av Madonnas nära vänner i AIDS-pandemin. Madonna inspirerades visuellt av Andy Warhols verk samt BDSM-kulturen. Erotica fick allmänt positiva recensioner av kritiker. Rolling Stone beskrev albumet som "ett post-AIDS-album om romantik."
Turnén för albumet gick under namnet The Girlie Show World Tour och bestod av sammanlagt 39 föreställningar.

## Låtlista
| Nr  | Titel             | Kompositör                               | Producent          | Längd |
| --- | ----------------- | ---------------------------------------- | ------------------ | ----- |
| 1.  | Erotica           | Madonna, Shep Pettibone, Anthony Shimkin | Madonna, Pettibone | 5:20  |
| 2.  | Fever             | Eddie Cooley, John Davenport             | Madonna, Pettibone | 5:00  |
| 3.  | Bye Bye Baby      | Madonna, Pettibone, Shimkin              | Madonna, Pettibone | 3:56  |
| 4.  | Deeper and Deeper | Madonna, Pettibone, Shimkin              | Madonna, Pettibone | 5:33  |
| 5.  | Where Life Begins | Madonna, André Betts                     | Madonna, Betts     | 5:57  |
| 6.  | Bad Girl          | Madonna, Pettibone, Shimkin              | Madonna, Pettibone | 5:23  |
| 7.  | Waiting           | Madonna, Betts                           | Madonna, Betts     | 5:46  |
| 8.  | Thief of Hearts   | Madonna, Pettibone, Shimkin              | Madonna, Pettibone | 4:51  |
| 9.  | Words             | Madonna, Pettibone, Shimkin              | Madonna, Pettibone | 5:55  |
| 10. | Rain              | Madonna, Pettibone                       | Madonna, Pettibone | 5:25  |
| 11. | Why's It So Hard  | Madonna, Pettibone, Shimkin              | Madonna, Pettibone | 5:23  |
| 12. | In This Life      | Madonna, Pettibone                       | Madonna, Pettibone | 6:23  |
| 13. | Did You Do It?    | Madonna, Pettibone, Betts                | Madonna, Betts     | 4:54  |
| 14. | Secret Garden     | Madonna, Betts                           | Madonna, Betts     | 5:32  |

## Listplaceringar
| Lista (1992-1993) | Topplacering |
| ----------------- | ------------ |
| Australien        | 4            |
| Frankrike         | 23           |
| Nederländerna     | 10           |
| Norge             | 2            |
| Nya Zeeland       | 3            |
| Schweiz           | 8            |
| Sverige           | 3            |
| Österrike         | 15           |

## Medverkande
| - Madonna – sång, produktion - Shep Pettibone – produktion, ljudtekniker, keyboard, sekvensering - André Betts – produktion, synthesizer, bas, piano, stråkar, trummor, keyboard, synthesizerstråkar - Emile Charlap - Donna De Lory och Niki Haris – bakgrundssång - Jerome Dickens – gitarr - Glen Dicterow – dirigent, konsertmästare - Anton Fig – trummor - Mark Goodman – sång, assisterande ljudtekniker - Joe Moskowitz – trummor, keyboard, programmering - Dave Murphy – röster - Paul Pesco – gitarr - James Preston – piano, keyboard, synthesizerstråkar | - Tony Shimkin – keyboard, bakgrundssång, ljudtekniker, sekvensering, trumprogrammering, programmering - Danny Wilensky – saxofon - Doug Wimbish – bas - Mike Farrell – ljudtekniker - Robin Hancock – ljudtekniker, ljudmix - George Karras – ljudtekniker - P. Dennis Mitchell – ljudtekniker - Ted Jensen – mastering - Sander Selover – programmering - Jeremy Lublock – stråkarrangemang - Siung Fat Tjia – art director, design - Steven Meisel – fotografi |

Medverkande är hämtade ur albumhäftet till Erotica.